# Tommaso Besozzi
Tommaso Besozzi (Vigevano, 20 gennaio 1903 – Roma, 18 novembre 1964) è stato un giornalista e scrittore italiano.

## Biografia
Nasce a Vigevano. Si diploma presso il locale Liceo Benedetto Cairoli. Si laurea in Scienze matematiche all'Università di Bologna; successivamente studia Lettere all'Università degli Studi di Pavia. Nel 1926 inizia a lavorare come giornalista al «Corriere della Sera».
Nel 1945 passa a «L'Europeo» grazie ad Arrigo Benedetti, fondatore e primo direttore del settimanale. Mette a segno il suo primo grande colpo nella primavera del 1949. Riesce, tramite una scrupolosa inchiesta giornalistica, a far scarcerare un italiano, Gino Corni, condannato in Francia ai lavori forzati per tre tentati omicidi.
Nel 1950 (L'Europeo n. 29) pubblica un'inchiesta sulla vicenda dell'uccisione del bandito Giuliano dal titolo Di sicuro c'è solo che è morto, nella quale smentisce la versione ufficiale del fatto. Besozzi scopre che il bandito non era stato ucciso dai carabinieri, ma dal suo amico Pisciotta. Con la sua inchiesta consente di capire meglio i legami tra la mafia (che si era sbarazzata dell'ormai scomodo bandito), la politica e diversi apparati dello Stato. Secondo Ferruccio De Bortoli l'inchiesta di Besozzi è una pietra miliare del giornalismo investigativo italiano.
Oltre che di nera scrive anche di sport, in particolare di ciclismo, facendo resoconti delle tappe del Giro d'Italia. Fa altri servizi intervistando i guardiani dei fari in Francia, andando a trovare i camionisti italiani rimasti in Etiopia, passando giorni e notti sulle montagne d'Abruzzo o sul Po. Intanto diventarono sempre più frequenti le crisi di sconforto. Le difficoltà in cui si viene a trovare lo portano a scrivere con sempre maggiore fatica, come se non riesca più ad «adeguare le parole ai fatti».
Lascia l'Europeo e passa al quotidiano «Il Giorno», ma i rapporti col mestiere diventarono sempre più difficili. Scrive anche per «Il Sole 24 Ore» e il «Corriere Lombardo».
Nei primi anni sessanta entra in una grave crisi psicologica.
Il 18 novembre 1964 si suicida a Roma costruendo una bomba a mano (aveva una passione per gli esperimenti elettrici o chimici) e facendola esplodere sul suo petto.

## Riconoscimenti
- Nel 1952 ha vinto il Premio Saint Vincent per il giornalismo;
- Nel 1961 ha vinto il Premiolino per l'articolo Il diavolo non sta di casa solo a Sarsina.

## Opere
- La vera storia del bandito Giuliano, Milano, Vitagliano, 1959 (nuova edizione Milano, Milieu, 2017)